# Evelio Díaz Cía
Evelio Díaz Cía (* 17. Februar 1902 in San Cristóbal, Pinar del Río; † 21. Juli 1984 in Havanna) war ein kubanischer römisch-katholischer Geistlicher und Erzbischof von San Cristóbal de la Habana.

## Leben
Seine Eltern waren der Lehrer Arturo Díaz y Díaz, gebürtig aus Los Palacios, und dessen Ehefrau Francisca Cía y López, gebürtig aus San Cristóbal. Nach seiner Ausbildung am Priesterseminar der Diözese empfing Evelio Díaz Cía am 12. September 1926 in Havanna das Sakrament der Priesterweihe. Nach verschiedenen Tätigkeiten in der Seelsorge wurde er am 10. September 1936 am Seminar von San Carlos und San Ambrosio zum Professor für Kirchengeschichte, Soziologie und Katholische Soziallehre ernannt.
Am 26. Dezember 1941 ernannte ihn Papst Pius XII. zum Bischof von Pinar del Río. Die Bischofsweihe spendete ihm am 1. März 1942 in der Kathedrale von Pinar del Río Erzbischof George Joseph Caruana, Apostolischer Nuntius in Kuba; Mitkonsekratoren waren Enrique Pérez Serantes, Bischof von Camagüey, und Alberto Martín Villaverde, Bischof von Matanzas. 1958 schrieb er ein auf Kuba sehr bekanntes Gebet für den Frieden. Evelio Díaz Cía wurde am 21. März 1959 auf den Titularsitz von Lamdia transferiert und zum Weihbischof im Erzbistum Havanna ernannt. Am selben Tag wurde er zum apostolischen Administrator von Pinar del Rio ernannt, was er bis zum 16. Januar 1960 blieb, als Bischof Manuel Rodríguez Rozas zum Bischof dieser Diözese erwählt wurde. Am 14. November 1959 wurde Evelio Díaz Cía zum Titularerzbischof von Petra in Palaestina erhoben und zugleich zum Koadjutorerzbischof mit dem Recht der Nachfolge von Manuel Kardinal Arteaga Betancourt, Erzbischof von Havanna, bestellt.
Während der Invasion in der Schweinebucht wurde Bischof Díaz Cía für einige Tage inhaftiert. Am 21. März 1963 wurde er mit dem Tod von Kardinal Arteaga Erzbischof von Havanna. Er wurde unter Druck gesetzt, am 10. April 1969 das gemeinsame Kommuniqué des kubanischen Episkopats zu unterzeichnen, in dem die Aufhebung der von den Vereinigten Staaten gegen Kuba verhängten Wirtschaftsblockade gefordert wurde. Er trat als Erzbischof von Havanna zurück und wurde am 26. Januar 1970 auf den Titularsitz von Celene versetzt. Bischof Francisco Ricardo Oves Fernández wurde sein Nachfolger. Ende 1970 gab er den Titularsitz auf und starb 1984 als Alterzbischof von Havanna.